# Anna Radwan

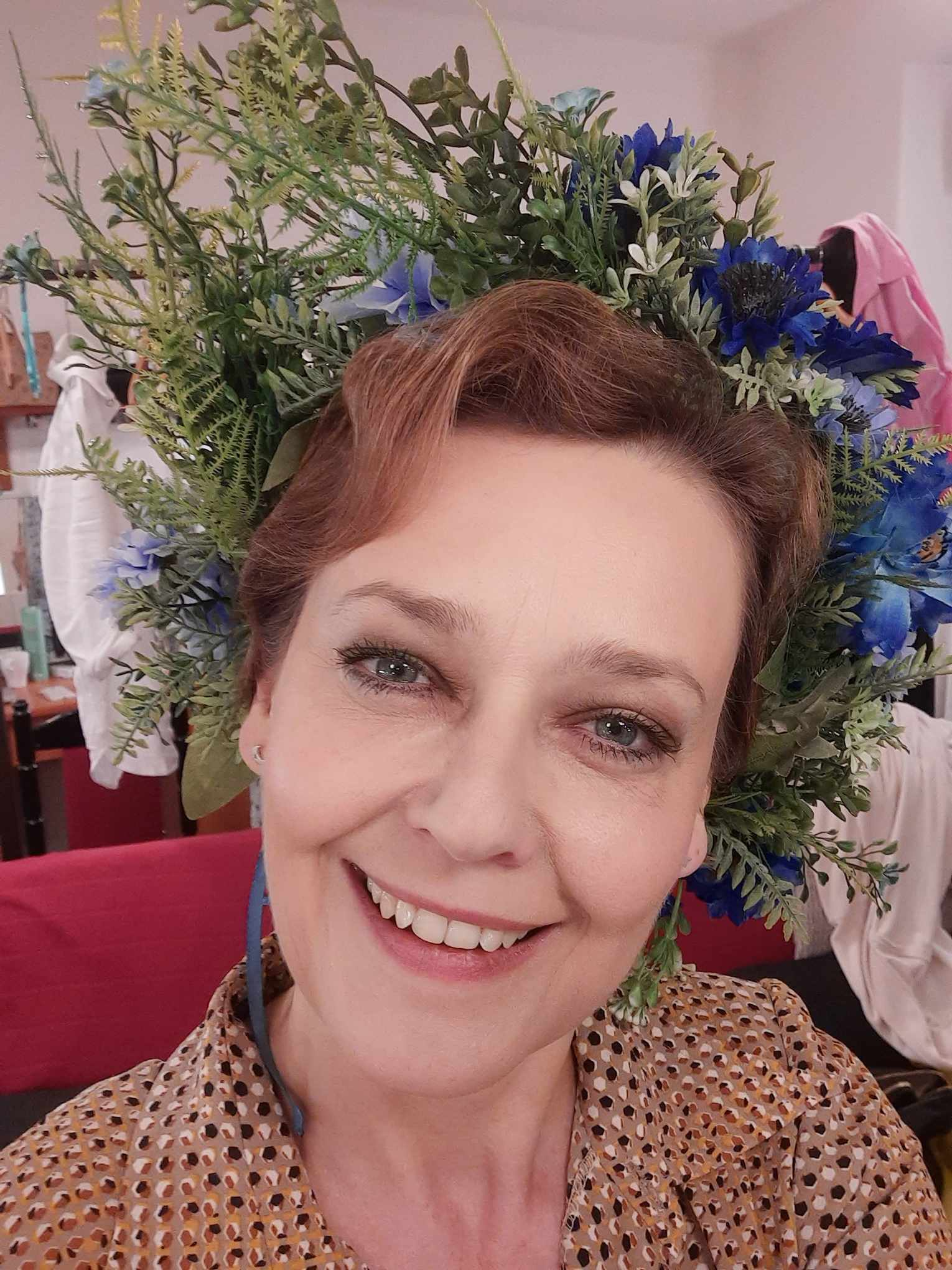
Anna Radwan im Jahr 2021

Anna Radwan (* 26. April 1966 in Krakau, Polen) ist eine polnische Schauspielerin.

## Leben
Anna Radwan wurde 1966 in Krakau geboren. Sie absolvierte an der dortigen Staatlichen Theaterhochschule (PWST) ihre Schauspielausbildung und machte 1990 ihren Abschluss. Am Helena-Modrzejewska-Nationaltheater debütierte sie schon während ihres Studiums und wurde Mitglied des Schauspielensembles. Hier hat sie zahlreiche Rollen in den Aufführungen übernommen und spielte auch für das Fernsehtheater. Sie konnte in ihrer Karriere verschiedene Auszeichnungen erlangen.
Sie wirkt seit Mitte der 1990er Jahre auch in Film- und Fernsehproduktionen mit. 2019 wurde sie für ihre Leistung in dem Film Kamerdyner für den Polnischen Filmpreis als Beste Hauptdarstellerin nominiert. Ihr Schaffen umfasst mehr als 40 Produktionen für Film und Fernsehen.
2017 wurde sie an der Nationalen Akademie für Theaterkunst (AST) in Krakau in der Fachrichtung Film- und Theaterkunst promoviert.
Sie ist mit dem Schauspieler Roman Gancarczyk verheiratet.

## Filmografie
- 2002: Chopin – Sehnsucht nach Liebe (Chopin. Pragnienie miłości )
- 2005: Karol – Ein Mann, der Papst wurde (Karol, un uomo diventato Papa)
- 2010: Alles, was ich liebe (Wszystko, co kocham)
- 2018: Kamerdyner